# Dianthus kirghizicus
Dianthus kirghizicus är en nejlikväxtart som beskrevs av Boris Konstantinovich Schischkin. Dianthus kirghizicus ingår i släktet nejlikor, och familjen nejlikväxter. Inga underarter finns listade i Catalogue of Life.